# 呂号第百三潜水艦
|          |                                                             |
| 艦歴     |                                                             |
| 計画     | 昭和16年度計画（マル臨計画）                                |
| 起工     | 1941年6月30日                                               |
| 進水     | 1941年12月6日                                               |
| 就役     | 1942年10月21日                                              |
| その後   | 1943年7月28日消息不明                                       |
| 亡失認定 | 1943年8月10日                                               |
| 除籍     | 1943年11月1日                                               |
| 性能諸元 |                                                             |
| 排水量   | 基準：525トン 常備：601トン 水中：782トン                   |
| 全長     | 60.90m                                                      |
| 全幅     | 6.00m                                                       |
| 吃水     | 3.51m                                                       |
| 機関     | 艦本式24号6型ディーゼル2基2軸 水上：1,000馬力 水中：760馬力 |
| 電池     | 1号15型120個                                                |
| 速力     | 水上：14.2kt 水中：8.0kt                                    |
| 航続距離 | 水上：12ktで3,500海里 水中：3ktで60海里                     |
| 燃料     | 重油：50トン                                                |
| 乗員     | 38名                                                        |
| 兵装     | 25mm機銃連装1基2挺 魚雷発射管 艦首4門 53cm魚雷8本           |
| 備考     | 安全潜航深度：75m                                           |

呂号第百三潜水艦（ろごうだいひゃくさんせんすいかん）は、日本海軍の潜水艦。呂百型潜水艦（小型）の4番艦。

## 艦歴
1941年（昭和16年）の昭和16年度計画（マル臨計画）により、1941年6月30日、呉海軍工廠で起工。1941年12月6日進水。1942年（昭和17年）10月21日に竣工し、二等潜水艦に類別。同日、呉鎮守府籍となり、訓練部隊である呉鎮守府呉潜水戦隊に編入された。
1943年（昭和18年）1月5日、第八艦隊第7潜水戦隊に編入。
同日、呂103は呉を出港し、14日にトラックに到着。2月4日、トラックを出港し、8日にラバウルに到着。9日、ラバウルを出港し、ポートモレスビー東方沖合に進出。28日、ラバウルに到着。
3月7日、呂103はラバウルを出港し、第八十一号作戦の生存者救出に向かう。8日夜、南緯08度20分 東経150度45分 / 南緯8.333度 東経150.750度のキリウィナ島近海で地図にないサンゴ礁に座礁する。これを受け、呂101が救援に向かうこととなった。呂103では消耗品と食糧、魚雷を投棄して艦を軽くしようとする。10日、南方を航行する駆逐艦を発見し、機密文書を海に捨てるよう命令が出されるが、駆逐艦は呂103を発見することなく去っていった。11日、呂103は燃料と真水の投棄を行った後離礁作業を行い、呂101が到着する前に自力で離礁に成功。17日、ラバウルに到着。
30日、呂103はい号作戦に参加するべくラバウルを出港。4月20日、ラバウルに到着。哨戒中の15日、第7潜水戦隊は南東方面艦隊所属となる。
5月9日、呂103はラバウルを出港し、ガダルカナル島東方沖合に進出。6月1日、ラバウルに到着。
12日、呂103はラバウルを出港し、ガッカイ島方面に進出。23日、南緯11度26分 東経162度01分 / 南緯11.433度 東経162.017度のサンクリストバル島東端で米貨物輸送艦アルドラ (USS Aludra, AK-72)を撃沈し、同ダイモス(USS Deimos, AK-78)を撃破。その後、ダイモスは、南緯11度35分 東経162度08分 / 南緯11.583度 東経162.133度の地点で米駆逐艦オバノン(USS O'Bannon, DD-450)に砲撃処分された。29日日没後、ガトカエ島南方沖で、浮上充電中に敵輸送船団を発見。7月4日、ラバウルに到着。
11日、呂103はラバウルを出港し、レンドバ島方面に進出。13日、バングヌ島ヴァンガ湾近海に移動。
15日から24日にかけて、3回ほど敵艦船を発見するも、攻撃はできなかった。28日、ニュージョージア島北方沖合で敵艦船3隻を発見したとの報告を最後に消息不明。
アメリカ側にも記録はなく、艦長の市村力之助大尉以下乗員43名全員行方不明(戦死認定)。
8月10日、ソロモン諸島方面で亡失と認定され、同11月1日に除籍された。
撃沈総数は2隻で、撃沈トン数は14,616トンである。

## 歴代艦長

### 艤装員長
- 不詳

### 艦長
- 藤田秀範 大尉：1942年10月21日 - 1943年3月15日[6]
- 市村力之助 大尉：1943年3月15日 - 8月10日戦死認定[6]